# خطاب الصحة والطب
خطاب الصحة والطب (أو الخطاب الطبي) هو تخصص أكاديمي يتعلق باللغة والرموز في الصحة والطب. يشير الخطابة الأكثر شيوعاً إلى العنصر المقنع في التفاعلات البشرية وغالباً ما يتم دراستها على أفضل وجه في الحالات المحددة التي يحدث فيها. وكحلية فرعية من الخطابة، فإن الخطاب الطبي يحلل ويقيّم على وجه التحديد هيكل رسائل الاتصالات وتسليمها والغرض منها في السياقات المتعلقة بالطب والصحة. وتشمل المواضيع الرئيسية التي تركز على التواصل بين المريض والطبيب، ومحو الأمية الصحية، واللغة التي تبني المعرفة بالمرض، والإعلانات الصيدلانية (بما في ذلك الإعلان المباشر إلى المستهلك والإعلان المباشر إلى الطبيب). ويرد أدناه وصف لمجالات البحث العامة. الخطاب الطبي هو حقل فرعي أكثر تركيزا من خطاب العلم.
الممارسين من مجال الخطابة الطبية ينحدرون من مجموعة متنوعة من التخصصات، بما في ذلك دراسات اللغة الإنجليزية، ودراسات الاتصال، والعلوم الإنسانية الصحية. من خلال طرق مثل تحليل المحتوى، ومنهجية المسح، واختبار قابلية الاستخدام، يدرك الباحثون في هذا المجال أهمية التواصل في الرعاية الصحية الناجحة.
وقد نشرت العديد من المجلات الاتصالات، بما في ذلك الاتصالات تصميم فصلية، مجلة الأعمال والاتصالات التقنية، فصلية الاتصالات التقنية، وحاضر متوترة، عدد خاص حول مواضيع تتعلق البلاغة الطبية. يتم فهرسة معظم البحوث في هذا المجال في قاعدة البيانات الأكاديمية EBSCO الاتصالات والإعلام الكامل. وفي عام 2013، بدأ العلماء في هذا المجال أيضا ندوة كل سنتين بعنوان «خطابات الصحة والطب».

## تاريخ الميدان
تحول المجال عندما بدأ النقاد الخطابيون مثل مارثا سولومون وتشارلز أندرسون في تحليل النصوص المتعلقة بالطب الحيوي. حلل سليمان الخطاب المستخدم في التقارير الطبية خلال مشروع توسكيجي للزهري، بينما فحص أندرسون كتابات الجراح ريتشارد سيلزر للتعليق على بلاغة الجراحة.
في التسعينات، ظهر خطاب الصحة والطب بشكل أكثر وضوحاً كمجال متميز عن خطاب العلم. أثارت الباحثة الخطابية سيليست كونديت تساؤلات حول الأبعاد التاريخية والخطابية لقضايا مثل الإجهاض وعلم الوراثة في أعمال مثل خطاب فك رموز الإجهاض في التسعينيات: التواصل مع التغيير الاجتماعي والمعنى العام للجين عام 1999: المناقشات العامة حول الوراثة. في هذه الأعمال الأساسية، ركزت كونديت على ما أسمته «التشكيلات البلاغية»، أو الخطابات المتزامنة المتعددة التي أحاطت بكل كائن بلاغي.
وشهد هذا المجال أيضاً ازدياداً في المناقشات بشأن دراسات الإعاقة وسرد الأمراض خلال التسعينات، التي بدأت في بداية مجموعة اهتمام خاصة معنية بدراسات الإعاقة في المؤتمر السنوي المعني بتكوين الكلية والاتصال، الذي ترأسه بريندا جو برويغمان. ثم ألهم بدء هذه المجموعة مجموعة الاهتمام الخاصة البلاغية الطبية، برئاسة باربرا هيفيرون، والتي استمرت في الاجتماع سنويا حتى يومنا هذا.
في أوائل القرن الحادي والعشرين، بدأ العلماء في إيلاء اهتمام متزايد لمختلف المواضيع في خطاب الصحة والطب. استخدم كتاب ج. بليك سكوت لعام 2003 الخطابة المحفوفة بالمخاطر: الإيدز والممارسات الثقافية لاختبار فيروس نقص المناعة البشرية نظرية ميشيل فوكو في الفحص، التي تعرف الخطابة كشكل من أشكال القوة التأديبية، لدراسة الحالة الثقافية التي تؤثر على اختبار فيروس نقص المناعة البشرية. وأفاد بأن الخطاب الذي يستخدم في السياسة العامة والدعاية المختلفة يؤدي إلى وصم الأشخاص المصابين بفيروس نقص المناعة البشرية/الإيدز والتمييز ضدهم.
في السنوات 2005، جودي سيغال الخطاب الصحة والطب قد تم الاعتراف بها من خلال تسليط الضوء على عوامل الإقناع في التشخيصكما أنها تتحدث عن دور المخدرات وصفة طبية مباشرة نحو المستهلك الإعلان، والمعلومات الصحية في خلق قلق، والثقة في العلاقة بين الطبيب والمريض
في عام 2010، تناولت شخصيات ليزا كيرين العلمية: البلاغة والسياسة والثقة في أبحاث سرطان الثدي قضايا الجدوى البحثية والعلاقات بين العلماء والمرضى والدعاة. كيمبرلي إيمونز العمل على الخطابة المحيطة الاكتئاب، والكلاب السوداء والكلمات الزرقاء: الاكتئاب والجنس في عصر الرعاية الذاتية، ونشرت في العام نفسه.

## نطاقات البحث

### بلاغةتسويق الأدويةوالعلوم
إن لغة التسويق في مجال المستحضرات الصيدلانية والعلوم هي دراسة اللغة والرموز المقنعة التي تستخدمها شركات صناعة الأدوية والتكنولوجيا الحيوية للتواصل والتأثير على المستهلكين والأطباء والوكالات التنظيمية وأصحاب المصلحة الآخرين في تسويق التكنولوجيا الحيوية. وقد وجد العلماء أن اللغة المستخدمة لتعريف ووصف وتنظيم المستحضرات الصيدلانية تؤثر على فهم وتصور الأدوية بين عامة الناس والخبراء على حد سواء. يتم تنظيم المعلومات حول المنتجات الصيدلانية بشكل كبير وتصفيتها من خلال العديد من القنوات أثناء انتقالها من عالم إلى مستهلك. على الرغم من اللوائح المتعلقة بالإعلانات الصيدلانية، تستخدم شركات الأدوية إعلانات مباشرة للمستهلك معدة بعناية للتأثير بلاغياً على حوار المريض والطبيب لدفع استهلاك أدوية صيدلانية محددة. وعلاوة على ذلك، تضلل شركات الأدوية الأطباء والعلماء من خلال استراتيجيات بلاغية خادعة في الوثائق التقنية (التي تدرجها الحزمة على حد سواء موجهة نحو الأطباء ومقالات المجلات الطبية الموجهة نحو العلماء). في دراسة حديثة، قامت شركة أدوية بإخفاء الأداء السلبي في مجموعة واحدة من الموضوعات من خلال دمج البيانات بشكل انتقائي بين مجموعات المرضى المختلفة في التجارب السريرية وصياغة البيانات الداعمة بعناية. وتبين هذه الدراسة أن البيانات والمعارف العلمية هي ثانوية للرسائل الخطابية التي تدعم التسويق، وأن صحة الإنسان هي ثانوية لربح الشركة. وتجدر الإشارة إلى أن المعلومات التقنية تخضع للتعتيم والتشويه بحيث تتوافق الرسالة التي يتم توصيلها خارج المؤسسة التجارية مع الهدف الرئيسي المتمثل في بيع منتج ما. دراسة ومحاولة تحسين العمليات الخطابية المشاركة في المعلومات الصيدلانية لأنها تتحرك من خلال سلسلة من نشر هو مصدر قلق رئيسي من المنح البلاغية حول هذا الموضوع.

### بلاغة الصحة النفسية
ينظر خطاب الصحة العقلية في كيفية عمل اللغة في إنتاج المعرفة حول مواضيع مثل الاضطرابات العقلية والنفسية، والاختلالات الكيميائية في الدماغ، والاختلافات حول ما يعتبر كليات عقلية طبيعية. تعد أبحاث الدماغ التي تبلغ قيمتها 100 مليون دولار من خلال تطوير مبادرة التكنولوجيا العصبية المبتكرة (BRAIN)، التي قدمتها إدارة أوباما في عام 2013، دليلا على الأهمية الناشئة لعلوم الدماغ والصحة العقلية في العلوم الطبية ومناقشة السياسة العامة. Neurorhetoric ، دراسة كيفية استخدام اللغة في إنشاء وتوزيع واستقبال العلوم حول الدماغ، أصبحت مؤخرا موضوعا مهما في الخطابة الطبية ودراسات التكوين، وكذلك في المنشورات العلمية الشعبية التي تستهدف غير العلماء. تشمل المعلومات والنصوص ذات الصلة بخطاب الصحة العقلية اللوائح الصيدلانية العقلية، إنتاجها، وصفة طبية، إعلان، والاستهلاك، والمناقشات العلمية والشعبية حول اضطراب الاكتئاب الشديد، اضطراب ثنائي القطب، اضطراب الوسواس القهري، انفصام الشخصية، مرض التوحد، والاضطرابات النفسية الأخرى. الدليل التشخيصي والإحصائي للاضطرابات العقلية (DSM ، الآن في طبعته الخامسة) هو نص مركزي لدراسة مهنة الصحة العقلية.

### سرد المريض
سرد المريض هو القصة السريرية لتاريخ الشخص الطبي الماضي والحاضر الموثقة من قبل طبيب طبي. يمكن أيضًا الإشارة إلى سرد المريض باسم التاريخ الطبي أو التاريخ والمادي (H & P)، أو السرد السريري. يتضمن H&P موضوعًا وهدفًا وتقييمًا وخطة (ملاحظة SOAP)، والتي تلخص سرد المريض أو تاريخ المرض الطبي، وتقارير موضوعية عن البيانات السريرية للمريض ونتائج المختبر، وتقييم التشخيصات والتوقعات، وتوصي في كثير من الأحيان بكيفية معالجة الحالة السريرية للمريض. وكجزء من قانون الانتعاش وإعادة الاستثمار الأمريكي لعام 2009، سنت الحكومة قانون تكنولوجيا المعلومات الصحية للصحة الاقتصادية والسريرية (HITECH)، الذي ينص على أن ينتقل مقدمو الخدمات الصحية من روايات المرضى المكتوبة بخط اليد (المكتوبة) إلى روايات المرضى الإلكترونية في أشكال مثل السجل الطبي الإلكتروني (EMR) أو السجل الصحي الإلكتروني (EHR). وER وEHR هي ذات أهمية لعلماء الاتصالات لأنها اقتصاد الكلمات والفضاء من السرد المريض التقليدية في نظام منظم من شاشات الملاحة ومربعات الاختيار.

### بلاغات الطب البديل
الطب البديل الخطابة يختلف عن الخطابة الطبية التقليدية، التي تؤكد على مجمل أو غير قياسيبعض هذه الممارسات الطبية البديلة تشمل الوخز بالإبر والتدليكالعلماء مواصلة استكشاف آراء الممارسين البديل، وهي اعتماد نهج شامل في العلاج الطبي، وتقييم الجسم والعقل والروح، وليس مجرد علاج

### التواصل بين المريض والطبيب
بدءا من الإشارات إلى الرعاية الطبية في اليونان القديمة، «حوارات» أفلاطون، أعرب عن أن التواصل بين الطبيب والمريض لا ينبغي أن يشمل أي «تفاعلات حيوية» بين الطبيب والمريض. في عصر التنوير، بدأ الدكتور جون غريغوري في التأكيد على التواصل بين المريض والطبيب من خلال تقديم فكرة الرعاية الوقائية لـ «رجل التعليم الليبرالي.» قليل وجد أسلوبه الموحي في الرعاية مفيدا، والرأي القائل بأن«الأطباء يجب أن يتحملوا المسؤولية الوحيدة عن حماية الجمهور الجاهل من حماقته» عاش لبعض الوقت. في وقت متأخر من 1980s ، لا تزال الجمعية الطبية الأمريكية لم تدرج اللوائح في مدونة الأخلاقيات التي تتطلب من الأطباء دمج رأي المريض في عملية صنع القرار. لم يكن حتى عام 1996 عندما تم إنشاء قانون قابلية التأمين الصحي والمساءلة (HIPAA) لحماية حقوق المرضى وخصوصيتهم. كان الهدف من هذا القانون هو ضمان المرضى أن يتم النظر في رغباتهم في صنع القرار العلاجي.

## الفرص المهنية
للطلاب الذين يأخذون أكثر تطبيق نهج الصحية والطبية الخطاب، هناك عدد متزايد من فرص العمل في الصناعة والحكومة والمنظمات غير الربحية. وتندرج هذه الفرص في فئتين محددتين على نطاق واسع: الخدمة والدعوة.

### الخدمات
الخدمة هي حالة يقوم فيها خبير الاتصالات بمساعدة أخصائي الرعاية الصحية على أن يكون أكثر فعالية في جهوده في مجال الاتصال. قد يعني هذا أن يتم دفع الاتصال للمساعدة في مهمة مثل كتابة المنحة أو التحرير أو تأليف مستند طبي. يقدم أخصائيو النسخ الطبي، الذين تمثلهم جمعية نزاهة توثيق الرعاية الصحية (AHDI)، شكلاً آخر من أشكال التواصل المهني في الخطاب الطبي. وهيئة الرعاية الصحية هي أكبر منظمة غير ربحية في العالم تمثل الأفراد والمنظمات في مجال وثائق الرعاية الصحية. وتهدف المنظمة، من خلال ضمان دقة الوثائق، وخصوصيتها، وأمنها، إلى حماية الصحة العامة، وزيادة سلامة المرضى، وتحسين جودة الرعاية المقدمة لمستهلكي الرعاية الصحية. وتشمل جمعيات الكتابة الطبية المهنية الأخرى رابطة الكتاب الطبيين الأمريكيين (AMWA) والأكاديمية الدولية لمحرري التمريض (INANE).
هؤلاء الكتاب في بعض الأحيان يعتبر مؤلف أطروحة الطبية، ولكن في شكل من أشكالكارين لام وولي يقول الكتاب المحترفين يجب أن تطيع المعايير الأخلاقية التي قد تكون غير متوقعة عندما يتعاون الكاتب مع الكاتب الطبية المهنية، الكاتب يتحكم في محتوياته، وقال وو لى، قد تحاول الاستيلاء على السيطرة على المحتوى من الكاتب وإخفاء بعض الحقائق مثلإليوت موفات والباحثين قلقون من أن شبح الكتابة الطبية، لا سيما في سياق بحوث المخدرات، هو خطر على الصحة العامة.المخاطر المحتملة تشمل بيانات خاطئة وآثار خفية على الأطباء والمرضى تصور البيانات.

### المناصرة
الدعوة في الخطاب الطبي هي حالة يتناول فيها التواصل موضوعًا متعلقًا بالصحة، مما يمكّن مواطني المجتمع المحلي من فهم كيفية تأثير هذه القضية عليهم. وهذا النوع من الاتصالات الصحية يمكّن الجمهور من فهم مسألة صحية أكثر شمولاً، مما يوفر لهم الأدوات اللازمة لتحدي أو تغيير هياكل السلطة القائمة داخل مجتمعاتهم المحلية. غالباً ما ترتبط الدعوة بالاتصال بالمخاطر، وعملية شرح الكوارث الطبيعية، والمخاطر التي من صنع الإنسان، والممارسات السلوكية للجمهور بطريقة يمكنهم فهمها. يقترح المنظرون مثل دون نوتبيم الحاجة إلى الدعوة ويقولون إن محو الأمية الصحية، أو قدرة الناس على الوصول إلى المعلومات الصحية واتخاذ القرارات باستخدامها، هو جزء مهم من التمكين. يقول بيدجون وباروخ فيشوف إن توصيل المعلومات الطبية أو الصحية المعقدة إلى الجمهور أمر صعب لأن العلماء السابقين فشلوا في تأسيس اتصالاتهم على مبادئ وأدلة راسخة. واستناداً إلى هذه الإخفاقات السابقة، يجادل بيدجون وفيشهوف عن نموذج أبسط وأكثر جدارة بالثقة في الاتصالات العلمية. ردا على هذه المسألة، جيفري ت. غرابيل وW. ميشيل سيمونز يقترح أن الاتصالات التقنية يمكن أن توفر الدعوة لأن لديهم مهارات الكتابة الجيدة والقدرة على فهم ونقل المعلومات للمرضى.

## مفاهيم بلاغية
البلاغة، مثل أي مجال من مجالات الدراسة، تتكون من أجزاء تأسيسية. وغالباً ما يشار إلى هذه الأجزاء إما على أنها مفاهيم بلاغية أو مبادئ بلاغية. ويمكن النظر إلى المفاهيم البلاغية على أنها أدوات للتجارة تسمح للبلاغيين بالتواصل بفعالية بطريقة من المرجح أن تقنع القراء والجماهير بالرسائل والمعاني التي يقصدها الخطابي. والمفاهيم البلاغية هي جزء هام مما يجعل الحجة مقنعة، وجميع الحجج الفعالة تحتوي عليها بطبيعتها. تساعد المفاهيم الخطابية الخطابيين على نقل المعلومات التي لولا ذلك لن يكون من الممكن تصديقها من قبل الجمهور، وهو أمر مهم بشكل خاص بالنسبة للمواضيع التي تحمل آثارًا ثقيلة، مثل المضاعفات التي غالباً ما تتبع الاحتياجات الطبية والصحية المعقدة.

### شخصيات الكلام
البلاغة هي لغة مجازية، وعادة ما لا ينقل معنى خاص على أساس المعنى الحرفيأنها عادة ما توفر التركيز على التعبير عن نضارة أو الوضوح التي يمكن استخدامها لشرح معقدة وغير معروفة المواضيع للقراء

#### الاستعارةوالقياس
الاستعارة والقياس مهمة في التواصل العلمي لأنها تجعل الأفكار الجديدة مفهومة لكل من الجماهير الخبيرة وغير الخبيرة. المرض، على سبيل المثال، الذي يصعب فهمه على كل من المقاييس الكبيرة والميكروبيولوجية، غالبا ما يتم توصيله من خلال الاستعارة والقياس. عندما حملة الصحة العامة «الحرب الأجور» على السرطان، أو يصف عالم الأحياء الدقيقة فيروس بأنه«مهاجمة» خلية، هذه الكلمات القوية خلق استعارة تشبه الحرب لفهم الطريقة التي يعمل بها المرض. وقد تم القيام بعمل ملحوظ في هذا المجال من قبل جودي سيغال، الذي أرخ تأثير خمسة الاستعارات الطبية الحيوية في كتابها الصحة والبلاغة من الطب، بما في ذلك«الطب هو الحرب»، «الجسم هو آلة»، «التشخيص هو الصحة»، «الطب هو عمل»، و «الشخص هو الجينات»، والتي كان لها آثار أكاديمية وثقافية واجتماعية على طريقة ممارسة الطب وفهمه. شككت مونيكا Cwiarka أيضا في استخدام الفئران المختبرية في الدراسات القائمة على السلوك، متسائلة عما إذا كانت بعض السلوكيات التي لوحظت في الفئران يمكن اعتبارها مماثلة لتلك التي لوحظت في البشر. دراسة أخرى مهمة حديثة هي بحث Gronnvoll و Landau لتحديد كيفية استخدام الجمهور للاستعارة لفهم العلوم الوراثية.

#### مقارنة مبالغ فيها
المبالغة هي نوع من الخطابة التي يستخدمها المريض أكثر من التحدث إلى الطبيب من الطبيب والمريضبعض الأجهزة البلاغية يمكن أن تساعد في توفير معنى أو فهم الطب والعلوم والاتصالات، في حين أن المبالغة غالبا ما يخفي الحقيقة على سبيل المثال، الصداع في بعض الأحيان يمكن وصفها بأنها انفجارات في رؤوسهم، مما يجعل من الصعب على الأطباء أن نفهم خطورة الأعراض، مما قد يؤدي إلى خطأ في التشخيصوبالإضافة إلى ذلك، الأطباء والعلماء بحاجة إلى إيلاء اهتمام خاص إلى الآثار السلبية المحتملة من المبالغة في الخطاب الطبيجوزيف loscalzo ، كما أشار في مقاله في التجارب السريرية لأمراض القلب والأوعية الدموية، في عصر المنفعة الحدية والتحيز والمبالغة، والباحثين استخدام المبالغة في التجارب الطبية، في كثير من الأحيان يضر النتائج الإيجابية من المحققين، عندما منحازة الباحثونالبيانات التي تم جمعها، سواء كانت متعمدة أو غير مقصودة، قد تميل إلى تقديم الباحث

### ركود
النظر في الحوار الافتراضي بين الجانبين بشأن إصلاح الرعاية الصحية واحد قد ترغب في إثبات ضرورة إصلاح الرعاية الصحية الأخلاقية، والآخر يريد أن يجادل بأن إصلاح الرعاية الصحية غير مجدية اقتصاديا.لا يمكن حل النزاع ما لم يتفق الطرفان على القضايا الراهنة، سواء الاقتصادية أو الأخلاقية بمجرد التوصل إلى اتفاق بشأن هذه المسألة في متناول اليد، فإنها تصل إلى بلاغيالفكرة الأولى أن نتفق على أن المسألة في متناول اليد هو جوهر أي نقاش بينالمواد الأخيرة من كريستا تيستون وسكوت جراهام يقدم مثالا على كيفية تطبيق فترة الركود في الصحة والطب البلاغة من خلال استعراض إدارة الاغذية والعقاقير مناقشة أفاستين في علاج سرطان الثدي المنتشر، والباحثين تطبيق الركودوخلصوا إلى أن أي توقف يؤدي إلى خطأ في الاتصال بين أصحاب المصلحة وخلص الباحثون إلى أن إدارة الاغذية والعقاقير قد توصل إلى توافق في الآراء بشأن المسائل التالية ما هي الفوائد السريرية ؟ما هو نوع من الأدلة هو مفيد ؟

### النداءات البلاغية
النداءات الخطابية، التي غالباً ما يشار إليها على أنها أساليب الإقناع أو الاستراتيجيات الأخلاقية، هي مجموعة من المفاهيم الخطابية المستخدمة لإقناع الجماهير. في البداية التي قدمها أرسطو في على البلاغة ، والمناشدات التركيز على ثلاث طرق لإقناع جمهورك : من خلال مناشدة شخصية المتكلم (روح)، وعواطف الجمهور (الباثوس)، أو منطق / حقيقة الحجة نفسها (الشعارات).

#### روح
إن «الروح» هي نداء لسلطة أو مصداقية مقدم البرنامج، وهي ذات أهمية خاصة في مجال الصحة والاتصالات الطبية. وكما توضح سارة بيجي في مقالتها «الدور المقنع للروح في التفاعلات بين الطبيب والمريض»، «من المتوقع أن يقوم الأطباء بإبلاغ المرضى وتقديم المشورة لهم وإقناعهم بمشاكلهم الصحية». من أجل إقناع مرضاهم بنجاح ، يحتاج الأطباء إلى الاعتماد على النداءات البلاغية ، والجاذبية التي يبدو أن المرضى يهتمون أكثر هي روح الطبيب. إذا كان الطبيب لا يبدو موثوقاً، فمن غير المرجح أن يتبع المريض تعليماته أو تشخيصه، مما قد يؤدي إلى المزيد من المضاعفات الصحية أسفل الخط.

#### رثاء
الشعور العاطفي هو جذب الجمهورالمتكلم قد تستخدم في مجموعة متنوعة من الطرق ، ومع ذلك ، هناك نوعان من المشاعر الخاصة في الصحة والطب الخطابي.
عندما يناشد الأطباء الخوف لا يتم ذلك بخفة. يجب على الأطباء أن يقرروا ما إذا كان غرس الخوف في مريضهم هو التكتيك الصحيح لإقناع مرضاهم بالاتفاق مع خطة العلاج الخاصة بالطب. على سبيل المثال، إذا كان المريض مصابًا بالسكري ومن المرجح أن يفقد قدمه أو قدمه إذا لم يغير الطريقة التي يعالج بها حالته، فإن الأمر متروك للطبيب ليقرر متى يتوقف عن إخبار مريضه بأن «تغيير عاداتك سيعطيك حياة أفضل» والبدء في إخبار مريضه بأنه «إذا لم توقف عاداتك الحالية ، كنت ستعمل تفقد القدم».
عندما الأطباء اللجوء إلى الأمل ، والأطباء في محاولة لإرضاء المرضى من خلال وصف حالة مستقبلية إيجابية ، إلا أن المرضى يمكن أن تتبع أوامر الأطباءفي بعض الحالات ، العلاج السلوكي المعرفي الذي يعبر عن سلوك هذا الوضع العاطفي الإيجابي يمكن أن تخلق في الواقع نتيجة إيجابية في حد ذاته.

#### الشعارات
الشعارات هي النداءات المنطقية أو المحاكاة وهي تستخدم عادة لوصف الحقائق والأرقام التي تدعم المتكلم المطالبات أو الحججهذا أمر مهم للصحة والطب الاتصالات لأن المرضى يريدون معرفة أي نوع من العلاج هو الأكثر فعالية ، وأنها تريد البيانات العلمية لإثبات ذلك.نداء إلى المنطق يمكن أن تعزز أيضا روح الناس ، لأن المعلومات يجعل المتكلم تبدو أكثر دراية ، وعلى استعداد الجمهورومع ذلك ، هذه البيانات قد تكون مربكة ، مما يجعل الجمهور الخلطولذلك ، يجب على الأطباء التأكد من الاستفادة الكاملة من هذه النداءات لإقناع مرضاهمالأطباء يجب أن تقرر ما هي الحقائق والأرقام التي هي مناسبة لإقناع الجمهور على أساس الوقائع ، وفي الوقت نفسه يصور نفسه كمتحدث موثوق به ويلعب على حالته المزاجية الصحيحة من المرضى.

## مناهج البحث العلمي
ويجري علماء الصحة والطب البلاغيين بحوثاً في المقام الأول من خلال أساليب نوعية، على الرغم من أن الطرق الكمية تستخدم أحياناً أيضاً. يطبق العلماء في هذا المجال هذه التقنيات لفهم كيفية تحقيق الصحة والاتصالات الطبية والأسباب التي يمكن أن تُسببها.

### تحليل محتوى
من خلال تحليل المحتوى ، يسعى العلماء للإجابة على الأسئلة التي صاغها العالم السياسي هارولد لاسويل لأول مرة لأنها تنطبق على نصوص الصحة والطب: «من يقول ماذا ، لمن ، لماذا ، إلى أي مدى وبأي تأثير ؟» على سبيل المثال ، قد يدرس الباحثون محتوى الإعلانات الصيدلانية على شاشة التلفزيون لتحديد نداءاتهم للمستهلكين المحتملين. قد يفحص آخرون نقل المعلومات الصحية عبر وسائل الإعلام الجديدة مثل Twitter و Facebook. تحول الخطابيون بشكل متزايد إلى أجهزة الكمبيوتر لتسهيل تحليل المحتوى الكمي وهم يجمعون مجموعات بيانات ضخمة من مصادر الإنترنت.

### البحث المسحي
كما يهتم الباحثون في هذا المجال بفعالية الاتصالات الصحية والطبية. غالباً ما تستخدم استطلاعات الجمهور لتحديد ما إذا كان الجمهور المستهدف يفهم مجموعة معينة من التعليمات الصحية أو الطبية. وتساعد النتائج الباحثين على تعديل هذه التعليمات ومساعدة الجماهير على تحقيق محو الأمية الصحية الوظيفية. والدراسات الاستقصائية الأخرى تقيس مواقف الجمهور ومعارفه فيما يتعلق بالمواضيع الطبية الهامة مثل الصحة العقلية. ويحدد هذا النوع من البحوث الثغرات التي ينبغي لوكالات الصحة العامة أن تعالجها في اتصالاتها.

### اختبارقابلية الاستخدام
غالبا ما يختبر مبدعو الاتصالات الصحية والطبية عملهم مع مجموعة فرعية من جمهورهم المستهدف قبل إصداره على نطاق أوسع. هذه الممارسة مهمة بشكل خاص عندما لا يكون منشئو المحتوى أنفسهم جزءا من جمهورهم المستهدف ، كما هو الحال في كثير من الأحيان بالنسبة للاتصالات التي تعالج المجتمعات الضعيفة مثل كبار السن أو المهاجرين الذين لديهم اللغة الإنجليزية كلغة ثانية. يمكن أن تتضمن أبحاث قابلية الاستخدام تقنيات مثل اختبار «التفكير بصوت عال»، حيث يتحدث المستخدمون المحتملون عن الباحث من خلال التنقل في برنامج كمبيوتر أو نص معين. كما يتم استخدام تقييمات الخبراء في مجالات أخرى ، مثل التصميم أو تجربة المستخدم.

## روابط خارجية
- رابطة الكتاب الطبيين الأمريكيين (AMWA)
- جمعية الاتصالات الفنية (STC)
- مجلس برامج الاتصال التقني والعلمي (CPTSC)
- رابطة معلمي الكتابة الفنية (ATTW)
- جمعية البلاغة الأمريكية (RSA)